# 蛇恶尊神

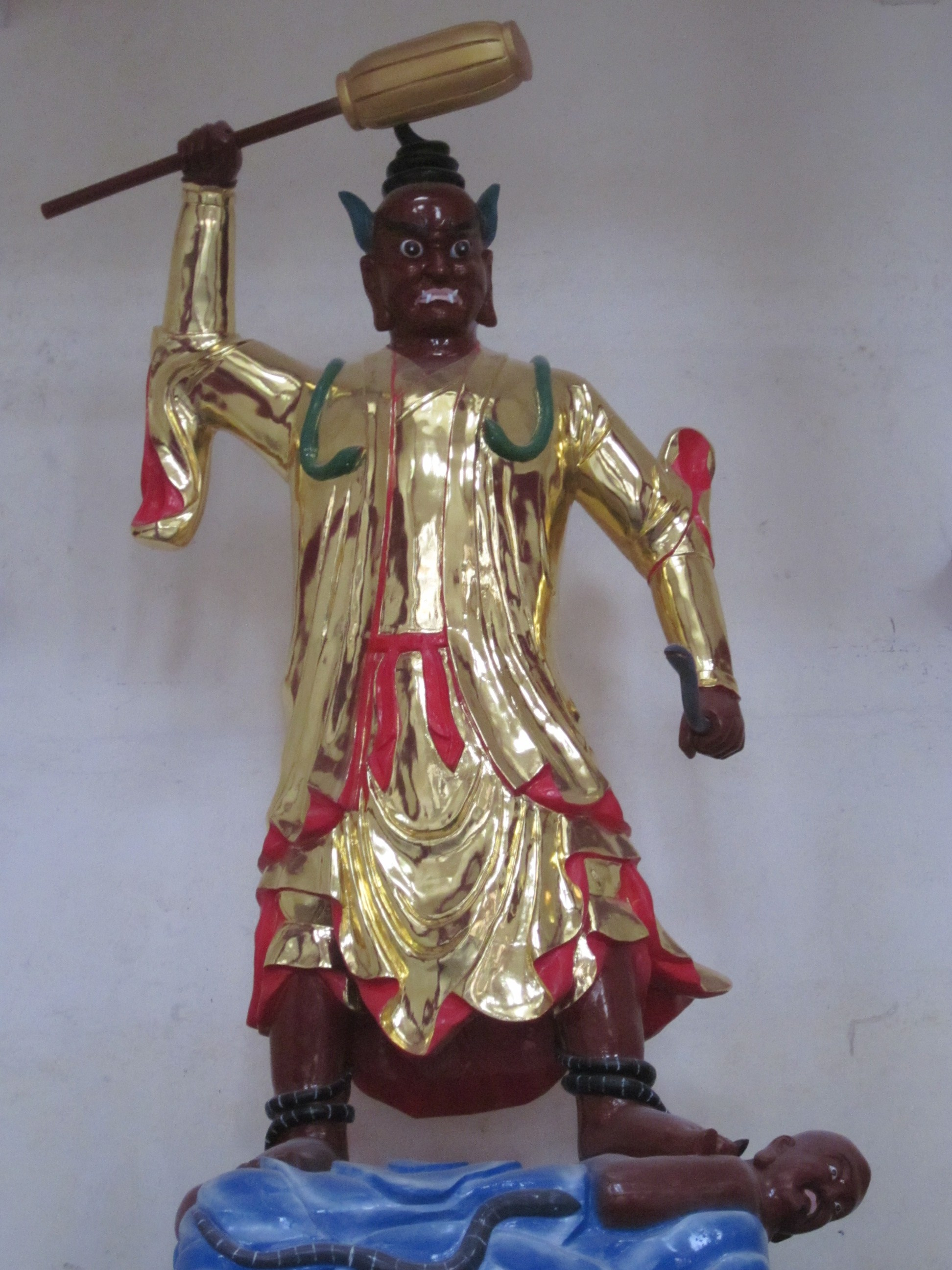
见道庵蛇恶尊神像。

蛇恶尊神又名蛇恶诸天、巡山使者，是中国湖南省长沙市和江苏省常熟市的汉传佛教神祇信仰。

## 故事
蛇恶尊神源自湖南省长沙市宁乡县回龙山，民间人士认为他是“替天行道、劫富济贫”的强盗中的二十五位中的最后一位，因一日外出行侠仗义，观音菩萨前来封神时落下了他，其他则被封作“二十四诸天”。
明朝天顺年间，流沙河镇“八大和尚”游历四方，回流沙河镇建立了佛寺。
1653年（清朝顺治十年），“见道庵”被建立，供奉蛇恶尊神。

## 容貌

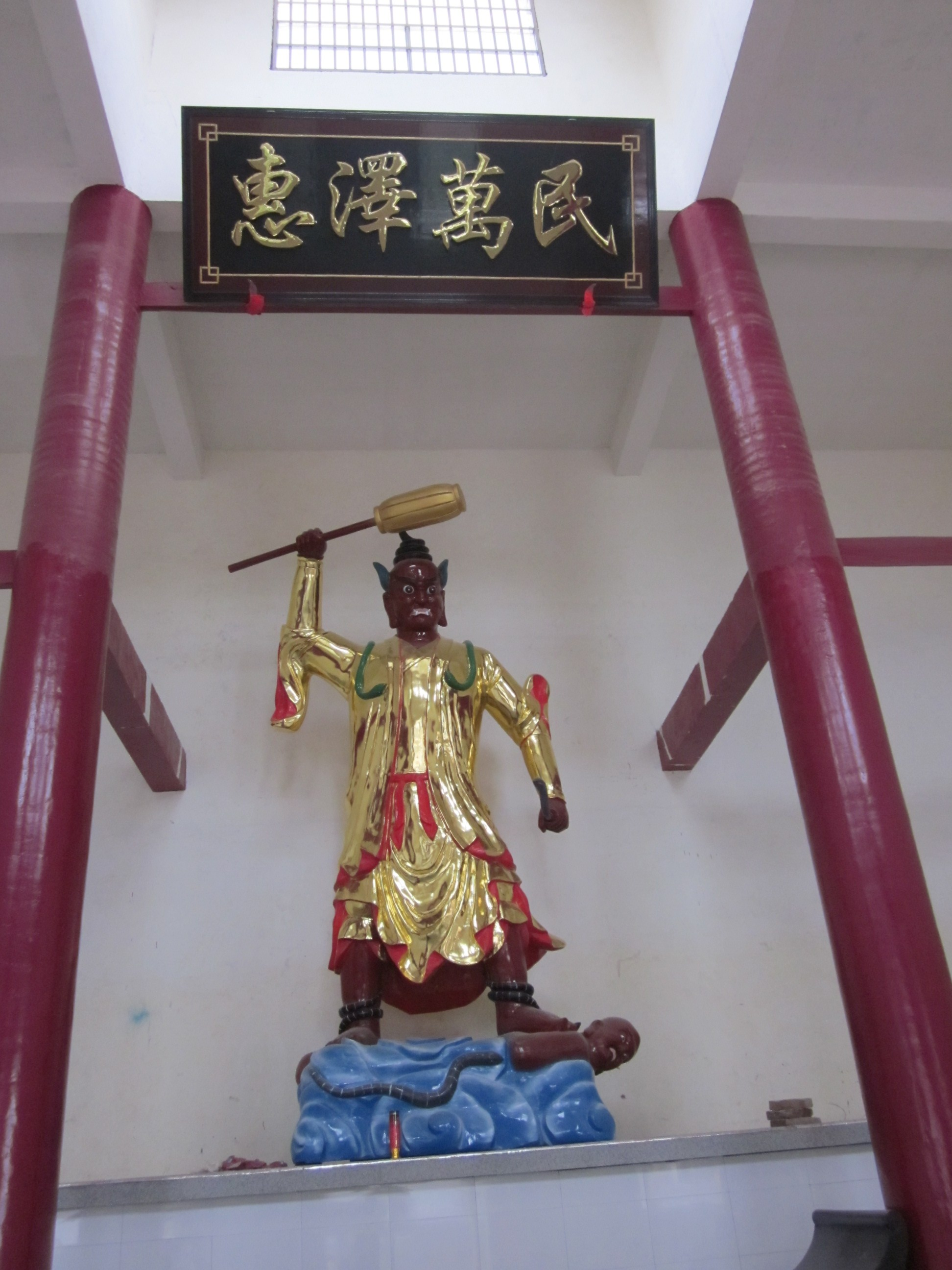
见道庵蛇恶尊神像。

蛇恶尊神容貌则高大伟岸，身披铠甲，青面、怒目，头顶盘蛇、身上缠蛇、手中握蛇、脚下踩蛇。
蛇恶尊神的生日（佛诞）是农历五月初五日，庆寿日是农历十月二十一日。

## 道场
蛇恶尊神的道场现存主要有两处：一是江苏省常熟市巫咸庙、一是湖南省长沙市宁乡县见道庵。

## 文化
《华阳国志》中有巫咸的记载，指他是炎帝神农氏的法师，尤其擅长天文地理、占卜星象、祭蛇驱物。
《吕氏春秋》“巫彭作医，巫咸作筮”，王逸注解是“巫咸，古神巫也”。